# Методия Тошевски
Методия Тошевски (на македонска литературна норма: Методија Тошевски) е поет и финансист от Югославия и Република Македония, министър на финансите от 1986 до 1992 година.

## Биография
Роден е в 1946 година в кайлярското село Ранци, Гърция. Завършва Икономическия факултет на Скопския университет. Работи като счетоводител и финансист, занимава се и с поезия. Член е на Дружеството на писателите на Македония от 1987 година. От 1986 до 1991 година е републикански секретар за финанси в Изпълнителния съвет на СРМ. Остава финансов министър и в първото правителство на РМ на Никола Клюсев до септември 1992 г.
Впоследствие става директор на Алмако банка в Скопие, която е затворена през 1999 г., а от 2000 до 2005 г. оглавява Държавния институт за ревизия..

## Творчество
- И коренот има корен (поезия, 1986)
- Гротло (поезия, 1988)
- Ровја (поезия, 1989)
- Меѓа (поезия, 1992)